# Associazione Calcio Mestre
Maillots
Actualités
L'Associazione Calcio Mestre Società Sportiva Dilettantistica, plus couramment abrégé en AC Mestre, est un club de football fondé en 1927 et à Mestre (qui fait partie de Venise)

## Histoire

### Changements de nom du club
- 1927-1934 : Unione Sportiva Mestrina
- 1934-1945 : Associazione Fascista Calcio Mestre
- 1945-1980 : Unione Sportiva Mestrina
- 1980-1987 : Associazione Calcio Mestre
- 1991-2003 : Mestre Calcio
- 2003-2004 : Associazione Sportiva Mestre
- 2004-2015 : Associazione Calcio Mestre
- 2015-2017 : Società Sportiva Dilettantistica Associazione Calcio Mestre
- 2017-2018 : Associazione Calcio Mestre
- 2018- : Associazione Calcio Mestre Società Sportiva Dilettantistica

### Histoire du club
Le club nait sous le nom d’US Mestrina (en 1927), avec une fusion de tous les clubs de la ville qui depuis 1926 était devenue un quartier de Venise.
Elle est promue en Serie B en 1946-1947.
Entre 2015 et 2017, le club dispute ses matchs au Stade communal de Mogliano Veneto.